# Мејвил (Њујорк)
Мејвил (енгл. Mayville) град је у америчкој савезној држави Њујорк.

## Демографија
По попису из 2010. године број становника је 1.711, што је 45 (-2,6%) становника мање него 2000. године.
| Група             | 2000.         | 2010.         |
| Белци             | 1.629 (92,8%) | 1.556 (90,9%) |
| Афроамериканци    | 64 (3,6%)     | 87 (5,1%)     |
| Азијати           | 9 (0,5%)      | 2 (0,1%)      |
| Хиспаноамериканци | 28 (1,6%)     | 54 (3,2%)     |
| Укупно            | 1.756         | 1.711         |